# Kurarua angularis
Kurarua angularis là một loài bọ cánh cứng trong họ Cerambycidae.